# NGC 5721
NGC 5721 is een lensvormig sterrenstelsel in het sterrenbeeld Ossenhoeder. Het hemelobject werd op 16 april 1855 ontdekt door de Ierse astronoom William Parsons.

## Synoniemen
- MCG 8-27-13
- ZWG 248.16
- PGC 52346